# International Swimming Hall of Fame
International Swimming Hall of Fame and Museum (ISHOF) är ett historiskt museum och hall of fame i Fort Lauderdale, Florida, USA. Museet drivs genom privata intressen och tjänar som en central punkt för studier om simningens historia i USA och världen. Organisationen är erkänd av FINA (Fédération Internationale de Natation) som officiell Hall of Fame för vattensport i dess olika former. 

## Mottagare av utmärkelsen
| Namn                                      | Land                      | Kategori                             | År för utmärkelsen |
| ----------------------------------------- | ------------------------- | ------------------------------------ | ------------------ |
| Abdellatief Abouheif                      | Egypten                   | Simmare i öppet vatten               | 1998               |
| Erik Adlerz                               | Sverige                   | Simhoppare                           | 1986               |
| Greta Andersen                            | Danmark                   | Simmare                              | 1969               |
| Diana Nyad                                | USA                       | Simmare                              | 1979               |
| Teresa Andersen                           | USA                       | Konstsimmare                         | 1986               |
| Miller Anderson                           | USA                       | Simhoppare                           | 1967               |
| Hannelore Anke                            | Tyskland                  | Simmare                              | 1990               |
| Mayumi Aoki                               | Japan                     | Simmare                              | 1989               |
| Shigeo Arai                               | Japan                     | Simmare                              | 1997               |
| Dave Armbruster                           | USA                       | Tränare                              | 1966               |
| Duncan Armstrong                          | Australien                | Simmare                              | 1996               |
| Ransom Arthur                             | USA                       | Bidragsgivare                        | 1990               |
| Jane Asher                                | Storbritannien            | Mastersimmare                        | 2006               |
| Susie Atwood                              | USA                       | Simmare                              | 1992               |
| Shirley Babashoff                         | USA                       | Simmare                              | 1982               |
| Kristen Babb-Sprague                      | USA                       | Konstsimmare                         | 1999               |
| Bill Bachrach                             | USA                       | Tränare                              | 1966               |
| Catie Ball                                | USA                       | Simmare                              | 1976               |
| István Bárány                             | Ungern                    | Simmare                              | 1978               |
| Aleksej Barkalov                          | Sovjetunionen             | Vattenpolospelare                    | 1993               |
| Mike Barrowman                            | USA                       | Simmare                              | 1997               |
| Walter Bathe                              | Tyskland                  | Simmare                              | 1970               |
| Sydney Battersby                          | Storbritannien            | Simmare                              | 2007               |
| Carl Bauer                                | USA                       | Bidragsgivare                        | 1967               |
| Sybil Bauer                               | USA                       | Simmare                              | 1967               |
| Alex Baumann                              | Kanada                    | Simmare                              | 1992               |
| Dawn Pawson Bean                          | USA                       | Bidragsgivare/Konstsimmare           | 1996               |
| Frank Beaurepaire                         | Australien                | Simmare                              | 1967               |
| Melissa Belote                            | USA                       | Simmare                              | 1983               |
| Paul Bergen                               | USA/Kanada                | Tränare                              | 1998               |
| David Berkoff                             | USA                       | Simmare                              | 2005               |
| Sylvie Bernier                            | Kanada                    | Simhoppare                           | 1996               |
| Kevin Berry                               | Australien                | Simmare                              | 1980               |
| Arno Bieberstein                          | Tyskland                  | Simmare                              | 1988               |
| Hobie Billingsley                         | USA                       | Tränare/Simhoppare                   | 1983               |
| Matt Biondi                               | USA                       | Simmare                              | 1997               |
| Đurđica Bjedov                            | Jugoslavien/Slovenien     | Simmare                              | 1987               |
| Thomas Blake                              | USA                       | Bidragsgivare                        | 1992               |
| Ethelda Bleibtrey                         | USA                       | Simmare                              | 1967               |
| Gerard Blitz                              | Belgien                   | Simmare/Vattenpolospelare            | 1990               |
| Phil Boggs                                | USA                       | Simhoppare                           | 1985               |
| Jean Boiteux                              | Frankrike                 | Simmare                              | 1982               |
| Arne Borg                                 | Sverige                   | Simmare                              | 1966               |
| Joe Bottom                                | USA                       | Simmare                              | 2006               |
| Charlotte Boyle                           | USA                       | Simmare                              | 1988               |
| Paul Boyton                               | USA                       | Bidragsgivare                        | 1993               |
| Walter Brack                              | Tyskland                  | Simmare                              | 1997               |
| Ernst Brandsten                           | USA/Sverige               | Tränare                              | 1966               |
| Ma Braun                                  | Nederländerna             | Tränare                              | 1967               |
| Marie Braun                               | Nederländerna             | Simmare                              | 1980               |
| Stan Brauninger                           | USA                       | Tränare                              | 1972               |
| George Breen                              | USA                       | Simmare                              | 1975               |
| David Browning                            | USA                       | Simhoppare                           | 1975               |
| Jayne Owen Bruner                         | USA                       | Mastersimmare                        | 1998               |
| Mike Bruner                               | USA                       | Simmare                              | 1988               |
| Perica Bukić                              | Kroatien                  | Vattenpolospelare                    | 2008               |
| Lynn Burke                                | USA                       | Simmare                              | 1978               |
| Olga Brusnikina                           | Ryssland                  | Konstsimmare                         | 2009               |
| Mike Burton                               | USA                       | Simmare                              | 1977               |
| Lesley Bush                               | USA                       | Simhoppare                           | 1986               |
| Ray Bussard                               | USA                       | Tränare                              | 1999               |
| Fred Cady                                 | USA                       | Tränare                              | 1969               |
| Giorgio Cagnotto                          | Italien                   | Simhoppare                           | 1992               |
| Michelle Calkins                          | Kanada                    | Konstsimmare                         | 2001               |
| Gloria Callen                             | USA                       | Simmare                              | 1984               |
| Novella Calligaris                        | Italien                   | Simmare                              | 1986               |
| James Malcolm Cameron                     | Storbritannien            | Bidragsgivare                        | 2003               |
| Michelle Cameron                          | Kanada                    | Konstsimmare                         | 2000               |
| Jeannette Campbell                        | Argentina                 | Simmare                              | 1991               |
| Tedford Cann                              | USA                       | Simmare                              | 1967               |
| Joaquín Capilla                           | Mexiko                    | Simhoppare                           | 1976               |
| Patty Caretto                             | USA                       | Simmare                              | 1987               |
| Rick Carey                                | USA                       | Simmare                              | 1993               |
| Forbes Carlile                            | Australien                | Tränare                              | 1976               |
| Kiki Caron                                | Frankrike                 | Simmare                              | 1998               |
| Cathy Carr                                | USA                       | Simmare                              | 1988               |
| Tracy Caulkins                            | USA                       | Simmare                              | 1990               |
| Familjen Cavill                           | Australien                | Bidragsgivare                        | 1970               |
| George Center                             | USA                       | Tränare                              | 1991               |
| Florence Chadwick                         | USA                       | Simmare                              | 1970               |
| Jennifer Chandler                         | USA                       | Simhoppare                           | 1987               |
| Andrew M. "Boy" Charlton                  | Australien                | Simmare                              | 1972               |
| Sherman Chavoor                           | USA                       | Tränare                              | 1977               |
| S. Earl Clark                             | USA                       | Simhoppare                           | 1972               |
| Steve Clark                               | USA                       | Simmare                              | 1966               |
| Stefanie Clausen                          | Danmark                   | Simhoppare                           | 1988               |
| Dick Cleveland                            | USA                       | Simmare                              | 1991               |
| Bob Clotworthy                            | USA                       | Simhoppare                           | 1980               |
| Jack Cody                                 | USA                       | Tränare                              | 1970               |
| Tiffany Cohen                             | USA                       | Simmare                              | 1996               |
| Georgia Coleman                           | USA                       | Simhoppare                           | 1966               |
| Cecil Colwin                              | Kanada/Sydafrika          | Bidragsgivare                        | 1993               |
| Carin Cone                                | USA                       | Simmare                              | 1984               |
| Brad Cooper                               | Australien                | Simnmare                             | 1994               |
| M. Joyce Cooper                           | Storbritannien            | Simmare                              | 1996               |
| George Corsan Sr.                         | Kanada                    | Bidragsgivare                        | 1971               |
| Candy Costie                              | USA                       | Konstsimmare                         | 1995               |
| Frank Cotton                              | Australien                | Bidragsgivare                        | 1989               |
| James E. Counsilman                       | USA                       | Tränare                              | 1976               |
| Jacques-Yves Cousteau                     | Frankrike                 | Bidragsgivare                        | 1967               |
| Lynne Cox                                 | USA                       | Simmare i öppet vatten               | 2000               |
| Buster Crabbe                             | USA                       | Simmare                              | 1965               |
| Lorraine Crapp                            | Australien                | Simmare                              | 1972               |
| Helen Crlenkovich                         | USA                       | Simhoppare                           | 1981               |
| Ferenc Csik                               | Ungern                    | Simmare                              | 1983               |
| Bert Cummins                              | Storbritannien            | Bidragsgivare                        | 1974               |
| Thomas K. Cureton Jr.                     | USA                       | Bidragsgivare                        | 1980               |
| Ann Curtis                                | USA                       | Simmare                              | 1966               |
| Kay Curtis                                | USA                       | Tränare                              | 1979               |
| Peter Daland                              | USA                       | Tränare                              | 1977               |
| Giuseppe D'Altrui                         | Italien                   | Vattenpolospelare                    | 2010               |
| Marco D'Altrui                            | Italien                   | Vattenpolospelare                    | 2010               |
| Ellie Daniel                              | USA                       | Simmare                              | 1997               |
| Charles M. Daniels                        | USA                       | Simmare                              | 1965               |
| Tamás Darnyi                              | Ungern                    | Simmare                              | 2000               |
| Flip Darr                                 | USA                       | Tränare                              | 2006               |
| Ray Daughters                             | USA                       | Tränare                              | 1971               |
| John Davies                               | Australien                | Simmare                              | 1984               |
| Victor Davis                              | Kanada                    | Simmare                              | 1994               |
| William "Buck" Dawson                     | USA                       | Bidragsgivare                        | 1986               |
| Thea de Wit                               | Nederländerna             | Bidragsgivare                        | 2005               |
| Inge de Bruijn                            | Nederländerna             | Simmare                              | 2009               |
| Fred Deburghgraeve                        | Belgien                   | Simmare                              | 2008               |
| Penny Dean                                | USA                       | Simmare i öppet vatten               | 1996               |
| Dick Degener                              | USA                       | Simhoppare                           | 1971               |
| Gianni De Magistris                       | Italien                   | Vattenpolospelare                    | 1995               |
| Rick DeMont                               | USA                       | Simmare                              | 1990               |
| Frank Dempsey                             | USA                       | Simhoppare                           | 1996               |
| Willy den Ouden                           | Nederländerna             | Simmare                              | 1970               |
| Clare Dennis                              | Australien                | Simmare                              | 1982               |
| John Henry "Rob" Derbyshire               | Storbritannien            | Simmare/Tränare                      | 2005               |
| Pete Desjardins                           | USA                       | Simhoppare                           | 1966               |
| Donna de Varona                           | USA                       | Simmare                              | 1969               |
| John Devitt                               | Australien                | Simmare                              | 1979               |
| Carlo Dibiasi                             | Italien                   | Tränare                              | 2006               |
| Klaus Dibiasi                             | Italien                   | Simhoppare                           | 1981               |
| Tom Dolan                                 | USA                       | Simmare                              | 2006               |
| Leo Donath                                | Ungern                    | Bidragsgivare                        | 1988               |
| Olga Dorfner                              | USA                       | Simmare                              | 1970               |
| Lyle Draves                               | USA                       | Tränare                              | 1989               |
| Victoria Manalo Draves                    | USA                       | Simhoppare                           | 1969               |
| Emile Georges Drigny                      | Frankrike                 | Bidragsgivare                        | 1984               |
| Taylor Drysdale                           | USA                       | Simmare                              | 1994               |
| Milena Duchkova                           | Tjeckoslovakien           | Simhoppare                           | 1983               |
| Virginia "Ginny" Duenkel                  | USA                       | Simmare                              | 1985               |
| Barbara Dunbar                            | USA                       | Mastersimmare                        | 2000               |
| Fanny Durack                              | Australien                | Simmare                              | 1967               |
| Becky Dyroen-Lancer                       | USA                       | Konstsimmare                         | 2004               |
| Gertrude Ederle                           | USA                       | Simmare                              | 1965               |
| David Edgar                               | USA                       | Simmare                              | 1996               |
| Krisztina Egerszegi                       | Ungern                    | Simmare                              | 2001               |
| Kathy Ellis                               | USA                       | Simmare                              | 1991               |
| Patsy Elsener                             | USA                       | Simhoppare                           | 2002               |
| Gail Emery                                | USA                       | Tränare                              | 2000               |
| Kornelia Ender                            | Tyskland                  | Simmare                              | 1981               |
| Charlotte Epstein                         | USA                       | Bidragsgivare                        | 1974               |
| Manuel Estiarte                           | Spanien                   | Vattenpolospelare                    | 2007               |
| Janet Evans                               | USA                       | Simmare                              | 2001               |
| Richmond Cavill Eve                       | Australien                | [ förtydliga ]                       | 1991               |
| Tamás Faragó                              | Ungern                    | Vattenpolospelare                    | 1993               |
| John Faricy                               | USA                       | [ förtydliga ]                       | 1990               |
| Jeff Farrell                              | USA                       | Simmare                              | 1968               |
| Hans Fassnacht                            | Tyskland                  | Simmare                              | 1992               |
| Jane Fauntz                               | USA                       | Simmare/simhoppare                   | 1991               |
| Iet Van Feggelen                          | Nederländerna             | Simmare                              | 2009               |
| Cathy Ferguson                            | USA                       | Simmare                              | 1978               |
| Harold Fern                               | Storbritannien            | Bidragsgivare                        | 1974               |
| Peter Fick                                | USA                       | Simmare                              | 1978               |
| Sharon Finneran                           | USA                       | Simmare                              | 1985               |
| Domenico Fioravanti                       | Italien                   | Simmare                              | 2012               |
| Howard Firby                              | Kanada                    | Tränare                              | 1985               |
| Ralph Flanagan                            | USA                       | Simmare                              | 1978               |
| Jennie Fletcher                           | Storbritannien            | Simmare                              | 1971               |
| Alan Ford                                 | USA                       | Simmare                              | 1966               |
| Michelle Ford                             | Australien                | Simmare                              | 1994               |
| Gerald Forsberg                           | Storbritannien            | Simmare öppet vatten                 | 1998               |
| Benjamin Franklin                         | USA                       | Bidragsgivare                        | 1968               |
| Dawn Fraser                               | Australien                | Simmare                              | 1965               |
| Sylvie Fréchette                          | Kanada                    | Konstsimmare                         | 2003               |
| Mary Freeman                              | USA                       | Tränare/Bidragsgivare                | 1988               |
| Fu Mingxia                                | Kina                      | Simhoppare                           | 2005               |
| Ellen Fullard-Leo                         | USA                       | Biragsgivare                         | 1974               |
| Patty Robinson Fulton                     | USA                       | Simhoppare                           | 2001               |
| Bruce Furniss                             | USA                       | Simmare                              | 1987               |
| Hironoshin Furuhashi                      | Japan                     | Simmare                              | 1967               |
| Masaru Furukawa                           | Japan                     | Simmare                              | 1981               |
| Rowdy Gaines                              | USA                       | Simmare                              | 1995               |
| Harry Gallagher                           | Australien                | Tränare                              | 1984               |
| Claire Galligan                           | USA                       | Simmare                              | 1970               |
| Don Gambril                               | USA                       | Tränare                              | 1983               |
| Gao Min                                   | Kina                      | Simhoppare                           | 1998               |
| Eleanor Saville                           | USA                       | Simmare                              | 1992               |
| Tim Garton                                | USA                       | Mastersimmare                        | 1997               |
| George Gate                               | Kanada                    | Tränare                              | 1989               |
| Terry Gathercole                          | Australien                | Simmare                              | 1985               |
| Marjorie Gestring                         | USA                       | Simhoppare                           | 1976               |
| Carlos Girón                              | Mexiko                    | Simhoppare                           | 2001               |
| Harry Glancy                              | USA                       | [ förtydliga ]                       | 1990               |
| Tom Gompf                                 | USA                       | [ förtydliga ]                       | 2002               |
| Brian Goodell                             | USA                       | Simmare                              | 1986               |
| Leo Goodwin                               | USA                       | Simmare                              | 1971               |
| Sue Gossick                               | USA                       | Simhoppare                           | 1988               |
| Shane Gould                               | Australien                | Simhoppare                           | 1977               |
| Jed Graef                                 | USA                       | Simmare                              | 1988               |
| Judy Grinham                              | Storbritannien            | Simmare                              | 1981               |
| Michael Gross                             | Tyskland                  | Simmare                              | 1995               |
| Irene Guest                               | USA                       | Simmare                              | 1990               |
| Beulah Gundling                           | USA                       | Konstsimmare                         | 1965               |
| Fritz Gunst                               | Tyskland                  | Vattenpolospelare                    | 1990               |
| Paul Günther                              | Tyskland                  | [ förtydliga ]                       | 1988               |
| Frank Guthrie                             | Australien                | Tränare                              | 1991               |
| Andrea Gyarmati                           | Ungern                    | Simmare                              | 1995               |
| Dezső Gyarmati                            | Ungern                    | Vattenpolospelare                    | 1976               |
| Valerie Gyenge                            | Ungern                    | Simmare                              | 1978               |
| András Hargitay                           | Ungern                    | Simmare                              | 2008               |
| George Haines                             | USA                       | Tränare                              | 1977               |
| Alfred Hajos                              | Ungern                    | Simmare                              | 1966               |
| Olivér Halassy                            | Ungern                    | Vattenpolospelare                    | 1978               |
| Gary Hall Sr.                             | USA                       | Simmare                              | 1981               |
| Kaye Hall                                 | USA                       | Simmare                              | 1979               |
| Zoltán Halmay                             | Ungern                    | Simmare                              | 1968               |
| Tetsuo Hamuro                             | Japan                     | Simmare                              | 1990               |
| Louis deBreda Handley                     | USA                       | Tränare                              | 1967               |
| Jamison Handy                             | USA                       | Bidragsgivare                        | 1965               |
| Dick Hannula                              | USA                       | Tränare                              | 1987               |
| Ursula Happe                              | Tyskland                  | Simmare                              | 1997               |
| Phyllis Harding                           | Storbritannien            | Simmare                              | 1995               |
| Bruce Harlan                              | USA                       | Simhoppare                           | 1973               |
| Don Harper                                | USA                       | Simhoppare                           | 1998               |
| Joan Harrison                             | Sydafrika                 | Simmare                              | 1982               |
| Karen Harup                               | Danmark                   | Simmare                              | 1975               |
| Shiro Hashizume                           | Japan                     | Simmare                              | 1992               |
| John Gatenby "Jack" Hatfield              | Storbritannien            | Simmare/Vattenpolospelare            | 1984               |
| Cecil Healy                               | Australien                | Simmare                              | 1981               |
| George Hearn                              | Storbritannien            | Bidragsgivare                        | 1986               |
| Harry Hebner                              | USA                       | Simmare                              | 1968               |
| Jerry Heidenreich                         | USA                       | Simmare                              | 1992               |
| Bob Helmick                               | USA                       | [ förtydliga ]                       | 2007               |
| John Hencken                              | USA                       | Simmare                              | 1988               |
| Jan Henne                                 | USA                       | Simmare                              | 1979               |
| Harold Henning                            | USA                       | Bidragsgivare                        | 1979               |
| Thor Henning                              | Sverige                   | Simmare                              | 1992               |
| Jon Henricks                              | Australien                | Simmare                              | 1973               |
| William Henry                             | Storbritannien            | Bidragsgivare                        | 1974               |
| Sam Herford                               | Australien                | Tränare                              | 1992               |
| Penny Heyns                               | Sydafrika                 | Simmare                              | 2007               |
| Charlie Hickcox                           | USA                       | Simmare                              | 1976               |
| John Higgins                              | USA                       | Simmare                              | 1971               |
| George Hodgson                            | Kanada                    | Simmare                              | 1968               |
| Falk Hoffman                              | Tyskland                  | Simhoppare                           | 1999               |
| Robert M. Hoffman                         | USA                       | Bidragsgivare                        | 2001               |
| Peg Hogan                                 | USA                       | [ förtydliga ]                       | 2002               |
| Nancy Hogshead                            | USA                       | Simmare                              | 1994               |
| Harry Holiday                             | USA                       | Simmare                              | 1991               |
| Steve Holland                             | Australien                | Simmare                              | 1989               |
| Eleanor Holm                              | USA                       | Simmare                              | 1966               |
| Frederick Holman                          | Storbritannien            | [ förtydliga ]                       | 1988               |
| Márton Homonnai                           | Ungern                    | Vattenpolospelare                    | 1971               |
| Ernst Hoppenberg                          | Tyskland                  | [ förtydliga ]                       | 1988               |
| Richard R. Hough                          | USA                       | Simmare                              | 1970               |
| Virginia Hunt Newman                      | USA                       | [ förtydliga ]                       | 1993               |
| Stefen Hunyadfi                           | Ungern/Italien/USA        | Tränare                              | 1969               |
| Ralph Hutton                              | Kanada                    | [ förtydliga ]                       | 1984               |
| Ragnhild Hveger                           | Danmark                   | Simmare                              | 1966               |
| Horatio Iglesias                          | Argentina                 | [ förtydliga ]                       | 2003               |
| Juno Stover Irwin                         | USA                       | Simhoppare                           | 1980               |
| Tom Jager                                 | USA                       | Simmare                              | 2001               |
| Zoran Janković                            | Jugoslavien               | Vattenpolospelare                    | 2004               |
| Alex Jany                                 | Frankrike                 | Simmare                              | 1977               |
| John Arthur Jarvis                        | Storbritannien            | Simmare                              | 1968               |
| Chet Jastremski                           | USA                       | Simmare                              | 1977               |
| Zdravko Ježić                             | Jugoslavien               | Vattenpolospelare                    | 2010               |
| Greta Johansson                           | Sverige                   | Simhoppare                           | 1973               |
| Hjalmar Johansson                         | Sverige                   | [ förtydliga ]                       | 1982               |
| Gail Johnson                              | USA                       | [ förtydliga ]                       | 1983               |
| Graham Johnston                           | USA                       | Mastersimmare                        | 1998               |
| Karen och Sarah Josephson                 | USA                       | [ förtydliga ]                       | 1997               |
| Aleksandr Kabanov                         | Sovjetunionen             | Vattenpolospelare                    | 2001               |
| Lina Kačiušytė                            | Sovjetunionen             | Simmare                              | 1998               |
| Duke Kahanamoku                           | USA                       | Simmare                              | 1965               |
| Irina Kalinina                            | Sovjetunionen             | Simhoppare                           | 1990               |
| Marion Kane                               | USA                       | Tränare                              | 1981               |
| György Kárpáti                            | Ungern                    | Vattenpolospelare                    | 1982               |
| Kouji Katoh                               | Japan                     | Tränare                              | 2001               |
| Beth Kaufman                              | USA                       | Bidragsgivare                        | 1967               |
| Warren Kealoha                            | USA                       | Simmare                              | 1968               |
| Annette Kellerman                         | Australien                | Bidragsgivare                        | 1974               |
| Edward T. Kennedy                         | USA                       | Bidragsgivare                        | 1966               |
| Skip Kenney                               | USA                       | Tränare                              | 2004               |
| Adolph Kiefer                             | USA                       | Simmare                              | 1965               |
| Barney Kieran                             | Australien                | Simmare                              | 1969               |
| Lenore Kight                              | USA                       | Simmare                              | 1981               |
| Dick Kimball                              | USA                       | Tränare/simhoppare                   | 1985               |
| Micki King                                | USA                       | Simhoppare                           | 1978               |
| John Kinsella                             | USA                       | Simmare                              | 1986               |
| Cor Kint                                  | Nederländerna             | Simmare                              | 1971               |
| Robert Kiphuth                            | USA                       | Tränare                              | 1965               |
| Kusuo Kitamura                            | Japan                     | Simmare                              | 1965               |
| Masaji Kiyokawa                           | Japan                     | Simmare                              | 1978               |
| Ulrika Knape                              | Sverige                   | Simhoppare                           | 1982               |
| Reizo Koike                               | Japan                     | Simmare                              | 1996               |
| George Kojac                              | USA                       | Simmare                              | 1968               |
| Ada Kok                                   | Nederländerna             | Simmare                              | 1976               |
| Mary Kok                                  | Nederländerna             | Simmare                              | 1980               |
| Claudia Kolb                              | USA                       | Simmare                              | 1975               |
| Bela Komjadi                              | Ungern                    | Vattenpolospelare                    | 1995               |
| Ford Konno                                | USA                       | Simmare                              | 1972               |
| John och Ilsa Konrads                     | Australien                | Simmare                              | 1971               |
| Mikako Kotani                             | Japan                     | [ förtydliga ]                       | 2007               |
| Rosemarie Kother                          | Tyskland                  | Simmare                              | 1986               |
| Zdravko-Ćiro Kovačić                      | Jugoslavien               | Vattenpolospelare                    | 1984               |
| Ingrid Kramer                             | Tyskland                  | Simhoppare                           | 1975               |
| Barbara Krause                            | Tyskland                  | Simmare                              | 1988               |
| June F. Krauser                           | USA                       | Bidragsgivare                        | 1994               |
| Stubby Kruger                             | USA                       | [ förtydliga ]                       | 1986               |
| Louis Kuehn                               | USA                       | Simhoppare                           | 1988               |
| Ethel Lackie                              | USA                       | Simmare                              | 1969               |
| Giorgio Lamberti                          | Italien                   | Simmare                              | 2004               |
| Frederick Lane                            | Australien                | Simmare                              | 1969               |
| Ludy Langer                               | USA                       | [ förtydliga ]                       | 1988               |
| Gus Langner                               | USA                       | Mastersimmare                        | 1995               |
| Mustapha Larfaoui                         | Algeriet                  | Bidragsgivare                        | 1998               |
| Lance Larson                              | USA                       | Simmare                              | 1980               |
| Gunnar Larsson                            | Sverige                   | Simmare                              | 1979               |
| Walter Laufer                             | USA                       | Simmare                              | 1973               |
| Laurie Lawrence                           | Australien                | Tränare                              | 1996               |
| Sammy Lee                                 | USA                       | Simhoppare                           | 1968               |
| Dezső Lemhényi                            | Ungern                    | Tränare                              | 1998               |
| Kelley Lemmon                             | USA                       | Mastersimmare                        | 1999               |
| Harry LeMoyne                             | USA                       | Simmare                              | 1988               |
| Maria Lenk                                | Brasilien                 | Simmare                              | 1988               |
| Mark Lenzi                                | USA                       | Simhoppare                           | 2003               |
| Kim Linehan                               | USA                       | Simmare                              | 1997               |
| Bill Lippman Jr.                          | USA                       | Bidragsgivare                        | 1995               |
| Danyon Loader                             | Nya Zeeland               | Simmare                              | 2003               |
| Wilbert E. Longfellow                     | USA                       | Bidragsgivare                        | 1965               |
| Anita Lonsbrough                          | Storbritannien            | Simmare                              | 1983               |
| Gianni Lonzi                              | Italien                   | Tränare                              | 2009               |
| Alice Lord Landon                         | USA                       | [ förtydliga ]                       | 1993               |
| Greg Louganis                             | USA                       | Simhoppare                           | 1993               |
| Frederick Luehring                        | USA                       | [ förtydliga ]                       | 1974               |
| Steve Lundquist                           | USA                       | Simmare                              | 1990               |
| Lillian MacKellar                         | USA/Kanada/Nya Zeeland    | Tränare                              | 1993               |
| Helene Madison                            | USA                       | Simmare                              | 1966               |
| Hideko Maehata                            | Japan                     | Simmare                              | 1979               |
| Mario Majoni                              | Italien                   | Vattenpolospelare                    | 1972               |
| Shozo Makino                              | Japan                     | Simmare                              | 1991               |
| Håkan Malmrot                             | Sverige                   | Simmare                              | 1980               |
| Matt Mann II                              | USA/Storbritannien        | Tränare                              | 1965               |
| Shelley Mann                              | USA                       | Simmare                              | 1966               |
| Thompson Mann                             | USA                       | Simmare                              | 1984               |
| Kálmán Markovits                          | Ungern                    | Vattenpolospelare                    | 1994               |
| John Marshall                             | Australien                | Simmare                              | 1973               |
| G. Harold Martin                          | USA                       | [ förtydliga ]                       | 1999               |
| Hendrika Mastenbroek                      | Nederländerna             | Simmare                              | 1968               |
| Ikkaku Matsuzawa                          | Japan                     | Tränare                              | 2009               |
| Roland Matthes                            | Tyskland                  | Simmare                              | 1981               |
| Mihály Mayer                              | Ungern                    | Vattenpolospelare                    | 1987               |
| Charles McCaffree                         | USA                       | Bidragsgivare                        | 1976               |
| Glenn McCormick                           | USA                       | Tränare                              | 1995               |
| Kelly McCormick                           | USA                       | Simhoppare                           | 1999               |
| Pat McCormick                             | USA                       | Simhoppare                           | 1965               |
| Michael "Turk" McDermott                  | USA                       | Simmare                              | 1969               |
| Perry McGillivray                         | USA                       | Simmare                              | 1981               |
| Judy McGowan                              | USA                       | [ förtydliga ]                       | 2009               |
| Margo McGrath                             | USA                       | [ förtydliga ]                       | 1989               |
| Tim McKee                                 | USA                       | Simmare                              | 1998               |
| Don McKenzie                              | USA                       | Simmare                              | 1989               |
| Josephine McKim                           | USA                       | Simmare                              | 1991               |
| Frank McKinney                            | USA                       | Simmare                              | 1975               |
| Jimmy McLane                              | USA                       | Simmare                              | 1970               |
| Mary T. Meagher                           | USA                       | Simmare                              | 1993               |
| Helen Meany                               | USA                       | Simhoppare                           | 1971               |
| Jack Medica                               | USA                       | Simmare                              | 1966               |
| Maxine Merlino                            | USA                       | Masters Swimmer                      | 1999               |
| Caren Metschuck                           | Tyskland                  | Simmare                              | 1990               |
| Debbie Meyer                              | USA                       | Simmare                              | 1977               |
| Igor Milanović                            | Jugoslavien/Serbien       | Vattenpolospelare                    | 2006               |
| Alban Minville                            | Frankrike                 | Tränare                              | 1980               |
| Betsy Mitchell                            | USA                       | Simmare                              | 1998               |
| Michele Mitchell                          | USA                       | Simhoppare                           | 1995               |
| Yasuji Miyazaki                           | Japan                     | Simmare                              | 1981               |
| Karen Moe                                 | USA                       | Simmare                              | 1992               |
| Jim Montgomery                            | USA                       | Simmare                              | 1986               |
| Belle Moore                               | Storbritannien            | Simmare                              | 1989               |
| Adrian Moorhouse                          | Storbritannien            | Simmare                              | 1999               |
| Pablo Morales                             | USA                       | Simmare                              | 1998               |
| Phil Moriarty                             | USA                       | Tränare                              | 1980               |
| Pamela Morris                             | USA                       | Konstsimmare/Simmare                 | 1965               |
| Lucy Morton                               | Storbritannien            | Simmare                              | 1988               |
| Bob Mowerson                              | USA                       | Tränare                              | 1986               |
| Ardeth Mueller                            | USA                       | Simmare                              | 1996               |
| Bob Muir                                  | USA                       | Tränare                              | 1989               |
| Debbie Muir                               | Kanada                    | Tränare                              | 2007               |
| Karen Muir                                | Sydafrika                 | Simmare                              | 1980               |
| Bill Mulliken                             | USA                       | Simmare                              | 1984               |
| Felipe Munoz                              | Mexiko                    | Simmare                              | 1991               |
| Katsuyoshi Murakami                       | Japan                     | Tränare                              | 1997               |
| Kevin Murphy                              | Storbritannien            | Simmare öppet vatten                 | 2009               |
| John Naber                                | USA                       | Simmare                              | 1982               |
| Jiro Nagasawa                             | Japan                     | Simmare                              | 1993               |
| Anita Nall                                | USA                       | Simmare                              | 2008               |
| Keo Nakama                                | USA                       | Simmare                              | 1975               |
| Gail Neall                                | Australien                | Simmare                              | 1996               |
| Sandy Neilson                             | USA                       | Simmare                              | 1986               |
| Jack Nelson                               | USA                       | Tränare                              | 1994               |
| János Németh                              | Ungern                    | Vattenpolospelare                    | 1969               |
| Anthony Nesty                             | Surinam                   | Simmare                              | 1998               |
| Paul Neumann                              | Österrike                 | Simmare                              | 1986               |
| Al Neuschaefer                            | USA                       | Tränare                              | 1967               |
| Megan Neyer                               | USA                       | Simhoppare                           | 1997               |
| Xiong Ni                                  | Kina                      | Simhoppare                           | 2006               |
| Cindy Nicholas                            | Kanada                    | Simmare öppet vatten                 | 2005               |
| Monte Nitzkowski                          | USA                       | Tränare/vattenpolospelare            | 1991               |
| Martha Norelius                           | USA                       | Simmare                              | 1967               |
| Eva och Ilona Novak                       | Ungern                    | Simmare                              | 1973               |
| Ian O'Brien                               | Australien                | Simmare                              | 1985               |
| Ron O'Brien                               | USA                       | Tränare/Simhoppare                   | 1988               |
| Wally O'Connor                            | USA                       | Vattenpolospelare                    | 1966               |
| Susan O'Neill                             | Australien                | Simmare                              | 2006               |
| Heidi O'Rourke                            | USA                       | Konstsimmare                         | 1980               |
| Maureen O'Toole                           | USA                       | Vattenpolospelare                    | 2010               |
| Norma Olsen                               | USA                       | Konstsimmare/Bidragsgivare           | 1998               |
| Zoe Ann Olsen                             | USA                       | Simhoppare                           | 1989               |
| Yoshiko Osaki                             | Japan                     | Mastersimmare                        | 2005               |
| Albina Osipowich                          | USA                       | Simmare                              | 1986               |
| Javier Ostos                              | Mexiko                    | Bidragsgivare                        | 1981               |
| Anne Ottenbrite                           | Kanada                    | Simmare                              | 1999               |
| Kristin Otto                              | Tyskland                  | Simmare                              | 1993               |
| Yoshi Oyakawa                             | USA                       | Simmare                              | 1973               |
| Henri Padou                               | Frankrike                 | Vattenpolospelare                    | 1970               |
| Denis Pankratov                           | Ryssland                  | Simmare                              | 2004               |
| Richard Papenguth                         | USA                       | Tränare                              | 1986               |
| Frank Parrington                          | Storbritannien            | Simhoppare                           | 1986               |
| Al Patnik                                 | USA                       | Simhoppare                           | 1969               |
| Sue Pedersen                              | USA                       | Simmare                              | 1995               |
| Mike Peppe                                | USA                       | Tränare                              | 1966               |
| Kieren Perkins                            | Australien                | Simmare                              | 2006               |
| William Berge Phillips                    | Australien                | Bidragsgivare                        | 1997               |
| Bernardo Picornell                        | Spanien                   | Bdiragsgivare                        | 1993               |
| Betty Becker Pinkston                     | USA                       | Simhoppare                           | 1967               |
| Clarence Pinkston                         | USA                       | Tränare                              | 1966               |
| Eraldo Pizzo                              | Italien                   | Vattenpolospelare                    | 1990               |
| Joseph Plentinex                          | Belgien                   | Vattenpolospelare                    | 1988               |
| Igor Poliansky                            | Sovjetunionen             | Simmare                              | 2002               |
| Andrea Pollack                            | Tyskland                  | Simmare                              | 1987               |
| Paula Jean Myers Pope                     | USA                       | Simhoppare                           | 1979               |
| Alexander Popov                           | Ryssland                  | Simmare                              | 2009               |
| Cynthia Potter                            | USA                       | Simhoppare                           | 1987               |
| Dorothy Poynton                           | USA                       | Simhoppare                           | 1968               |
| William Prew                              | USA                       | [ förtydliga ]                       | 1998               |
| Galina Prozumensjikova                    | Sovjetunionen             | Simmare                              | 1977               |
| Richard Quick                             | USA                       | Tränare                              | 2000               |
| Erich Rademacher                          | Tyskland                  | Simmare/vattenpolospelare            | 1972               |
| Paul Radmilovic                           | Storbritannien            | Vattenpolospelare                    | 1967               |
| Brock Railey                              | USA                       | Simmare                              | 2011               |
| Bela Rajki                                | Ungern                    | Bidragsgivare                        | 1996               |
| Emil Rausch                               | Tyskland                  | Simmare                              | 1968               |
| Austin Rawlinson                          | Storbritannien            | Simmare                              | 1994               |
| Katherine Rawls                           | USA                       | Simmare/simhoppare                   | 1965               |
| Carol Redmond                             | USA                       | Konstsimmare                         | 1989               |
| Eddie Reese                               | USA                       | Tränare                              | 2002               |
| Randy Reese                               | USA                       | Tränare                              | 2005               |
| Rica Reinisch                             | Tyskland                  | Simmare                              | 1989               |
| Ulrike Richter                            | Tyskland                  | Simmare                              | 1983               |
| Aileen Riggin Soule                       | USA                       | Simmare/simhoppare                   | 1967               |
| Mickey Riley                              | USA                       | Simhoppare                           | 1977               |
| Wally Ris                                 | USA                       | Simmare                              | 1966               |
| R. Max Ritter                             | USA/Tyskland              | Bidragsgivare                        | 1965               |
| David H. Robertson                        | USA                       | Bidragsgivare/Tränare                | 1989               |
| Carl Robie                                | USA                       | Simmare                              | 1976               |
| Tom Robinson                              | USA                       | Tränare                              | 1975               |
| Gail Roper                                | USA                       | Simmare                              | 1997               |
| Billy Rose                                | USA                       | Bidragsgivare                        | 1995               |
| Murray Rose                               | Australien                | Simmare                              | 1965               |
| Anne Ross                                 | USA                       | Simhoppare                           | 1984               |
| Clarence Ross                             | USA                       | Simmare                              | 1988               |
| Norman Ross                               | USA                       | Simmare                              | 1967               |
| Norbert Rózsa                             | Ungern                    | Simmare                              | 2005               |
| Dick Roth                                 | USA                       | Simmare                              | 1987               |
| Keena Rothhammer                          | USA                       | Simmare                              | 1991               |
| Jeff Rouse                                | USA                       | Simmare                              | 2001               |
| Cesare Rubini                             | Italien                   | Vattenpolospelare                    | 2000               |
| Joe Ruddy Sr.                             | USA                       | vattenpolospelare                    | 1986               |
| Ray Rude                                  | USA                       | Bidragsgivare                        | 1992               |
| Ratko Rudić                               | Jugoslavien/Kroatien      | Vattenpolotränare                    | 2007               |
| Tracie Ruiz                               | USA                       | Konstsimmare                         | 1993               |
| Doug Russell                              | USA                       | Simmare                              | 1985               |
| Sylvia Ruuska                             | USA                       | Simmare                              | 1976               |
| Roy Saari                                 | USA                       | Simmare                              | 1976               |
| Jevgenij Sadovyi                          | Ryssland                  | Simmare                              | 1999               |
| Soichi Sakamoto                           | USA                       | Tränare                              | 1966               |
| Sebastian Salinas Abril                   | Peru                      | Bidragsgivare                        | 1999               |
| Vladimir Salnikov                         | Sovjetunionen             | Simmare                              | 1993               |
| Summer Sanders                            | USA                       | Simmare                              | 2002               |
| Mirko Sandić                              | Jugoslavien/Serbien       | Vattenpolospelare                    | 1999               |
| Imre Sarosi                               | Ungern                    | Tränare                              | 1981               |
| Charlie Sava                              | USA                       | Tränare                              | 1970               |
| Jill Savery                               | USA                       | Konstsimmare                         | 2008               |
| E. Carroll Schaeffer                      | USA                       | Simmare                              | 1968               |
| Otto Scheff                               | Österrike                 | [ förtydliga ]                       | 1988               |
| Walt Schlueter                            | USA                       | Tränare                              | 1978               |
| Petra Schneider                           | Tyskland                  | Simmare                              | 1989               |
| Al Schoenfield                            | USA                       | Bidragsgivare                        | 1985               |
| Clarke Scholes                            | USA                       | Simmare                              | 1980               |
| Don Schollander                           | USA                       | Simmare                              | 1965               |
| Hilde Schrader                            | Tyskland                  | Simmare                              | 1994               |
| Terry Schroeder                           | USA                       | Vattenpolospelare                    | 2002               |
| Mark Schubert                             | USA                       | Tränare                              | 1997               |
| Carolyn Schuler                           | USA                       | Simmare                              | 1989               |
| Peg Seller                                | Kanada                    | Konstsimmare/Tränare                 | 1988               |
| Nida Senff                                | Nederländerna             | Simmare                              | 1983               |
| Jevgenij Sjaronov                         | Ryssland                  | Vattenpolospelare                    | 2003               |
| Tim Shaw                                  | USA                       | Simmare/Vattenpolospelare            | 1989               |
| George Sheldon                            | USA                       | simhoppare                           | 1989               |
| Sun Shuwei                                | Kina                      | Simhoppare                           | 2007               |
| Erwin Sietas                              | Tyskland                  | Simmare                              | 1992               |
| Charles Silvia                            | USA                       | Bidragsgivare                        | 1976               |
| Farid Simaika                             | Egypten                   | Simhoppare                           | 1982               |
| Ken Sitzberger                            | USA                       | Simhoppare                           | 1994               |
| Robert Skelton                            | USA                       | Simmare                              | 1988               |
| Jonty Skinner                             | Sydafrika                 | Simmare                              | 1985               |
| Bill Smith                                | USA                       | Simmare                              | 1966               |
| Caroline Smith                            | USA                       | [ förtydliga ]                       | 1988               |
| Charles Smith                             | Storbritannien            | Vattenpolospelare                    | 1981               |
| Dick Smith                                | USA                       | Tränare                              | 1979               |
| Harold Smith                              | USA                       | Simhoppare                           | 1979               |
| Jimmy Smith                               | USA                       | Vattenpolospelare                    | 1992               |
| R. Jackson Smith                          | USA                       | Bidragsgivare                        | 1983               |
| Deryk Snelling                            | Kanada/Storbritannien     | Tränare                              | 1993               |
| Spence Brothers: Walter, Leonard, Wallace | Brittiska Guyana          | Simmare                              | 1967               |
| Mark Spitz                                | USA                       | Simmare                              | 1977               |
| Allen Stack                               | USA                       | Simmare                              | 1979               |
| Gus Stager                                | USA                       | Tränare                              | 1982               |
| Charles Steedman                          | Storbritannien/Australien | Bidragsgivare                        | 2000               |
| Carrie Steinseifer                        | USA                       | Simmare                              | 1999               |
| Jan Stender                               | Nederländerna             | Tränare                              | 1973               |
| Jill Sterkel                              | USA                       | Simmare                              | 2002               |
| Melvin Stewart                            | USA                       | Simmare                              | 2002               |
| Edward Stickles                           | USA                       | Simmare                              | 1995               |
| Tom Stock                                 | USA                       | Simmare                              | 1989               |
| Sharon Stouder                            | USA                       | Simmare                              | 1972               |
| Alison Streeter                           | Storbritannien            | Simmare öppet vatten                 | 2006               |
| Gus Sundstrom                             | USA                       | Tränare/Bidragsgivare                | 1995               |
| Clyde Swendsen                            | USA                       | Simhoppare/Tränare/Vattenpolospelare | 1991               |
| Eva Szekely                               | Ungern                    | Simmare                              | 1976               |
| Istvan Szivos Jr.                         | Ungern                    | Vattenpolospelare                    | 1996               |
| Istvan Szivos Sr.                         | Ungern                    | Vattenpolospelare                    | 1997               |
| Katalin Szőke                             | Ungern                    | Simmare                              | 1985               |
| Ray Taft                                  | USA                       | Mastersimmare                        | 1996               |
| Nobutaka Taguchi                          | Japan                     | Simmare                              | 1987               |
| Katsuo Takaishi                           | Japan                     | Simmare                              | 1991               |
| Don Talbot                                | Australien                | Tränare                              | 1979               |
| Tan Liangde                               | Kina                      | Simhoppare                           | 2000               |
| Satoko Tanaka                             | Japan                     | Simmare                              | 1991               |
| Elaine Tanner                             | Kanada                    | Simmare                              | 1980               |
| Jean Taris                                | Frankrike                 | Simmare                              | 1984               |
| Ulrika Tauber                             | Tyskland                  | Simmare                              | 1988               |
| Henry Taylor                              | Storbritannien            | Simmare                              | 1969               |
| June Taylor                               | Kanada                    | Konstsimmare                         | 1991               |
| Shelley Taylor-Smith                      | Australien                | Simmare i öppet vatten               | 2008               |
| Noboru Terada                             | Japan                     | Simmare                              | 1994               |
| Mark Tewksbury                            | Kanada                    | Simmare                              | 2000               |
| David Theile                              | Australien                | Simmare                              | 1968               |
| Monfieur Thevenot                         | Frankrike                 | Bidragsgivare                        | 1990               |
| Nick Thierry                              | Kanada                    | Bidragsgivare                        | 2001               |
| Ralph Thomas                              | Storbritannien            | bidragsgivare                        | 2004               |
| Jenny Thompson                            | USA                       | Simmare                              | 2009               |
| Nort Thornton                             | USA                       | Tränare                              | 1995               |
| Petra Thumer                              | Tyskland                  | Simmare                              | 1987               |
| Stan Tinkham                              | USA                       | Tränare                              | 1989               |
| Gary Tobian                               | USA                       | Simhoppare                           | 1978               |
| Kenneth Treadway                          | USA                       | Contributor                          | 1983               |
| Mike Troy                                 | USA                       | Simmare                              | 1971               |
| John Trudgen                              | Storbritannien            | Bidragsgivare                        | 1974               |
| Yoshiyuki Tsuruta                         | Japan                     | Simmare                              | 1968               |
| Jon Urbanchek                             | USA                       | Tränare                              | 2008               |
| Jelena Vaitsechovskaja                    | Sovjetunionen             | Simhoppare                           | 1992               |
| Laura Val                                 | USA                       | Mastersimmare                        | 2003               |
| Amy Van Dyken                             | USA                       | Simmare                              | 2007               |
| Nel Van Vliet                             | Nederländerna             | Simmare                              | 1973               |
| Helen Vanderberg                          | Kanada                    | Konstsimmare                         | 1985               |
| Albert VandeWeghe                         | USA                       | Simmare                              | 1990               |
| Jesse Vassallo                            | USA                       | Simmare                              | 1997               |
| Vladimir Vasin                            | Sovjetunionen             | Simhoppare                           | 1991               |
| Joe Verdeur                               | USA                       | Simmare                              | 1966               |
| Kay Vilen                                 | USA                       | Tränare                              | 1978               |
| Matt Vogel                                | USA                       | Simmare                              | 1996               |
| Herbert Vollmer                           | USA                       | Simmare                              | 1990               |
| Chris von Saltza                          | USA                       | Simmare                              | 1966               |
| Otto Wahle                                | Österrike/USA             | Simmare/Bidragsgivare                | 1996               |
| Helen Wainwright                          | USA                       | Simmare/Simhoppare                   | 1972               |
| Carolyn Waldo                             | Kanada                    | Konstsimmare                         | 1994               |
| Ross Wales                                | USA                       | Bidragsgivare                        | 2004               |
| Clara Lamore Walker                       | USA                       | Mastersimmare                        | 1995               |
| C. W. Wallis                              | Australien                | Bidragssgivare                       | 1986               |
| Gottlob Walz                              | Tyskland                  | Simhoppare                           | 1988               |
| Debbie Watson                             | Australien                | Vattenpolospelare                    | 2008               |
| Lillian Watson                            | USA                       | Simmare                              | 1984               |
| Marshall Wayne                            | USA                       | Simhoppare                           | 1981               |
| Mary Wayte                                | USA                       | Simmare                              | 2000               |
| Matthew Webb                              | Storbritannien            | Simmare                              | 1965               |
| Robert Webster                            | USA                       | Simhopare                            | 1970               |
| Mariechen Wehselau                        | USA                       | Simmare                              | 1989               |
| Johnny Weissmuller                        | USA                       | Simmare                              | 1965               |
| Kim Welshons                              | USA                       | Konstsimmare                         | 1988               |
| Michael Wenden                            | Australien                | Simmare                              | 1979               |
| Al White                                  | USA                       | Simhoppare                           | 1965               |
| Beverley Whitfield                        | Australien                | Simmare                              | 1995               |
| Sharon Wichman                            | USA                       | Simmare                              | 1991               |
| Alick Wickham                             | Salomonöarna              | Bidragsgivare                        | 1974               |
| Tracey Wickham                            | Australien                | Simmare                              | 1992               |
| Albert M. Wiggins                         | USA                       | Simmare                              | 1994               |
| David Wilkie                              | Storbritannien            | Simmare                              | 1982               |
| George Wilkinson                          | Storbritannien            | Vattenpolospelare                    | 1980               |
| Herman Willemse                           | Nederländerna             | Simmare i öppet vatten               | 2008               |
| Esther Williams                           | USA                       | [ förtydliga ]                       | 1966               |
| Craig Wilson                              | USA                       | Vattenpolospelare                    | 2005               |
| William Wilson                            | Simhoppare                | Bidragsgivare                        | 2003               |
| Robert Windle                             | Australien                | Simmare                              | 1990               |
| Margaret Woodbridge                       | USA                       | Simmare                              | 1989               |
| Cynthia Woodhead                          | USA                       | Simmare                              | 1994               |
| Bernie Wrightson                          | USA                       | Simhoppare                           | 1984               |
| Wendy Wyland                              | USA                       | Simhoppare                           | 2001               |
| Mina Wylie                                | Australien                | Simmare                              | 1975               |
| Xu Yanmei                                 | Kina                      | Simhoppare                           | 2000               |
| Xu Yiming                                 | Kina                      | Tränare                              | 2003               |
| Tsuyoshi Yamanaka                         | Japan                     | Simmare                              | 1983               |
| William Yorzyk                            | USA                       | Simmare                              | 1971               |
| Masanori Yusa                             | Japan                     | Simmare                              | 1992               |
| Georg Zacharias                           | Tyskland                  | [ förtydliga ]                       | 2002               |
| Zhou Jihong                               | Kina                      | Simhoppare                           | 1994               |
| Alberto Zorrilla                          | Argentina                 | Simmare                              | 1976               |
| Martin Lopez Zubero                       | Spanien                   | Simmare                              | 2004               |
| Albert Zurner                             | Tyskland                  | [ förtydliga ]                       | 1988               |